# روزگار شاهزاده (مجموعه تلویزیونی ۲۰۰۷)
روزگار شاهزاده (انگلیسی: Prince Hours; کره‌ای: 궁S) یک مجموعهٔ تلویزیونی کره جنوبی سال ۲۰۰۷ در ژانر کمدی رمانتیک با بازی سون، هو یی جه، کانگ دو و پارک شین هه است. این مجموعه اسپین‌آف مجموعه تلویزیونی سال ۲۰۰۶ به نام روزگار شاهزاده (Princess Hours) است که هر دو به کارگردانی هوانگ این روی و تهیه‌کنندگی گروپ ایت هستند. روزگار شاهزاده از ۱۰ ژانویه تا ۱۵ مارس ۲۰۰۷، روزهای چهارشنبه و پنجشنبه ساعت ۲۱:۵۵ (کی‌اس‌تی) از ام‌بی‌سی برای ۲۰ قسمت پخش شد.

## بازیگران

### اصلی
- سون در نقش کانگ هو / لی هو
- هو یی جه در نقش یانگ سون ئه
- کانگ دو در نقش لی جون
- پارک شین هه در نقش شین سه ریونگ
- میونگ سه بین در نقش ملکه هوا این
- مارک آندره جردن در نقش الکساندر
- اوه می هی در نقش ملکه مادر

### مکمل
- ها جه یونگ در نقش دوک بزرگ هیو سونگ
- چون هو جین در نقش شاهزاده بزرگ (هیوجانگ ده‌گونگ) لی گیوم، پدر لی جون
- یون یه هی در نقش جانگ یون هی، مادر جون
- چا هیون جونگ در نقش مین شی یون، بادیگارد جون
- لی هونگ پیو در نقش مین یونگ هیون
- جون هه سو در نقش شی جونگ گوان
- سو سونگ هی در نقش ما یونگ نام، دوست سون ئه
- سو یونگ دون در نقش این وو
- سو دو بی در نقش مین هیوک
- لی مان یونگ در نقش کواک نه کواک
- سونگ بک کیونگ در نقش بولدام
- یه سو جونگ در نقش خدمتکار دربار هان
- لی کی یونگ در نقش گو سانگ کی
- لی جو هیون در نقش یون چول
- لی هو جه در نقش جین شین سا
- کیم هونگ شیک در نقش شین جه مان، پدر سه ریونگ
- جون سو هیون در نقش خدمتکار دربار چوی
- کیم چانگ سونگ در نقش جوبا
- جونگ هه یونگ در نقش مادر هو (حضور افتخاری)
- چو سونگ هوان در نقش جودِنگ
- هوانگ این وو در نقش هوانگ کا
- مون گا یونگ

## بازخورد
اگرچه که روزگار شاهزاده (۲۰۰۶) یک اثر موفق و پربیننده شده بود، اما این مجموعه که اسپین‌آف آن است، نتوانست به موفقیت برسد و بینندگان را به خود جذب کند. میانگین رتبه‌بندی قسمت‌های اولیه حدود ۱۰٪، تقریباً نصف رتبه‌بندی مجموعهٔ اصلی بود. در نهایت میانگین رتبه‌بندی کل مجموعه به ۷٫۸٪ رسید.